# Philodromus marusiki
Philodromus marusiki là một loài nhện trong họ Philodromidae.
Loài này thuộc chi Philodromus. Philodromus marusiki được Dmitri Viktorovich Logunov miêu tả năm 1997.